# Abu Inane Faris
Abu Inane Faris (em árabe: أبو عنان فارس; romaniz.: Abu Inan Faris) foi o sultão do Império Merínida de setembro de 1348, em sucessão de seu pai Alboácem Ali ibne Otomão, a 3 de dezembro de 1358, quando foi assassinado e substituído por Maomé II Assaíde.

## Vida
Abu Inane Faris era filho do sultão Alboácem Ali ibne Otomão (r. 1331–1348) e irmão de Abomar Taxufine e Abu Maleque Abde Aluaide.  Em 1348, servia como governador de Tremecém. No mesmo ano, seu pai foi derrotado perto de Cairuão, e suas tentativas de reagrupar suas tropas foram frustradas, pois na primavera a Peste Negra alcançou Túnis. Abu Inane Faris aproveitou a oportunidade para se declarar sultão e retornou para Fez antes que outros pretendentes buscassem tomar o trono. Revoltas eclodiram nos territórios dominados pelo Império Merínida, permitindo que o ziânida Abuçaíde Otomão II fosse proclamado sultão de Tremecém, enquanto o haféssida Abu Alabás Amade Alfadle Almutauaquil retomou Túnis e tornar-se-ia califa. Alboácem Ali fez inúmeras tentativas para retornar aos territórios merínidas, mas enfrentou forte oposição da coalizão formada pelos berberes magrauas, os ziânidas e Abu Inane Faris. Ele conseguiu se refugiar em Sijilmassa, onde reuniu um exército, apesar da deserção de seus aliados árabes suaiditas, e marchou contra Marraquexe, que caiu. Em 1351, enfrentou as tropas de seu filho nas margens do Um Arrabia, onde foi derrotado. Em decorrência dessa derrota, foi obrigado a abdicar em favor de seu filho pouco antes de morrer no mesmo ano. Seu corpo foi transferido por Abu Inane Faris, alegadamente com grande luto público, à necrópole merínida em Chelá.